# Gerhard Schröder (Verbandsfunktionär)
Gerhard Schröder (* 7. März 1914 in Braunsberg, Ostpreußen; † 9. März 2010 in Kronberg im Taunus) war ein deutscher Funktionär.

## Leben
Gerhard Schröder wurde kurz vor Ausbruch des Ersten Weltkrieges im ostpreußischen Braunsberg als Sohn eines Kassenbeamten geboren und wuchs in Elbing auf. Schröder schlug nach seinem Abitur die Offizierslaufbahn bei der Wehrmacht ein. Im Zweiten Weltkrieg war er zunächst Flak-Offizier, später Batteriechef, Abteilungskommandeur und Generalstabsoffizier. Nach Kriegsgefangenschaft lebte er mit seiner Frau in deren Heimatstadt Boppard und war zunächst als landwirtschaftlicher Hilfsarbeiter tätig. Später wurde Rechtspfleger und Amtsrat im rheinland-pfälzischen Justizministerium.
Gerhard Schröder engagierte sich seit 1952 im Deutschen Beamtenbund (DBB). 1961 wurde er Geschäftsführer des Landesbundes des DBB. 1968 wurde er Bundesvorsitzender des Seniorenverbandes Bund der Ruhestandsbeamten, Rentner und Hinterbliebenen (BRH). Er war Gründer und langjähriger Schriftleiter der Zeitschrift Aktiv im Ruhestand, der er bis zum 89. Lebensjahr als Autor („gs“) verbunden blieb.
Er war seit seiner Pensionierung 1981 Ehrenvorsitzender des Bund der Ruhestandsbeamten, Rentner und Hinterbliebenen. 1994 veröffentlichte er neben zahlreichen Werken das Buch „Alte, wehrt Euch!“.
Schröder wurde ausgezeichnet mit dem Eisernen Kreuz 1. Klasse; er war Träger des Verdienstkreuzes I. Klasse des Verdienstordens der Bundesrepublik Deutschland.